# Neckargemünd
Neckargemünd este un oraș din landul Baden-Württemberg, Germania. Se află lângă Neckar, la o altitudine de 127 m deasupra nivelului mării. Are o suprafață de 26,15 km². Populația este de 13.629 locuitori, determinată în 31 decembrie 2023, prin actualizare statistică[*].